# Campagne du Borkou et de l'Ennedi
La campagne du Borkou et de l'Ennedi est une opération militaire menée par les troupes coloniales françaises face aux sénoussistes en 1913 et 1914. Elle se termine par l'occupation du Borkou et de l'Ennedi par les troupes du colonel Largeau et marque la fin de la conquête du Territoire du Tchad. Les derniers sénoussistes envoyés au Tchad par Ahmed Chérif al-Sanoussi sont chassés du Tibesti en 1915. 